# Сан-Себастьян (Пуерто-Рико)
Сан-Себастьян (ісп. San Sebastián, МФА: [san seβasˈtjan]) — муніципалітет Пуерто-Рико, острівної території у складі США. Заснований 1752 року.

## Географія
Площа суходолу муніципалітету складає 184 км² (7-е місце за цим показником серед 78 муніципалітетів Пуерто-Рико).

## Демографія
Станом на 2010 рік на території муніципалітету мешкало 42 430 ос.
Динаміка чисельності населення:

## Населені пункти
Найбільші населені пункти муніципалітету Сан-Себастьян:
| Населений пункт | Статус | Населення :   | Населення :   | Населення :   |
| Населений пункт | Статус | на 01.04.1990 | на 01.04.2000 | на 01.04.2010 |
| --------------- | ------ | ------------- | ------------- | ------------- |
| Ато-Арріба      | Селище | н/д           | 732           | 676           |
| Хункаль         | Селище | 1 122         | 1 155         | 994           |
| Сан-Себастьян   | Місто  | 11 605        | 11 598        | 9 622         |